# 河野達郎
河野 達郎（かわの たつろう、1971年8月10日 - ）は、日本の俳優。
身長178cm。体重74kg、サイズ:B98・W76・H95・S27.5。
テレビ・映画・舞台などを中心に幅広く活躍している。主な出演作品に、フジテレビ『ルーキー』、テレビ朝日『相棒』、映画『種蒔く人』『監督・ばんざい!』、舞台『新国立劇場オペラ「トゥーランドット」』『ハリウッドから来た男』、CM『アミノバイタル』『ローソン「ATM クライミング〜篇」』『すかいらーく』などがある。

## 人物
趣味はゴルフ、ツーリング、乗馬。
特技はビリヤード、テニス、スノーボード、ゴルフ、殺陣。
資格は普通自動車、自動車二輪、中学高校保健体育第一種教員免許。

## 出演

### テレビドラマ
- 仮面ライダー555（テレビ朝日） - サラリーマン風の男 役
- 相棒「season5」（テレビ朝日）
- アンナさんのおまめ（テレビ朝日）
- ハラハラ刑事（テレビ朝日）
- ルーキー!（フジテレビ)
- 絶対零度〜特殊犯罪潜入捜査〜（フジテレビ） - 川瀬 役
- 日曜ワイド「刑事・横道逸郎」 （2018年3月11日、テレビ朝日） - 三井賢治 役
- ゴシップ#彼女が知りたい本当の○○ 第10話（2022年3月10日、フジテレビ）- 結城玄 役
- TOKYO VICE 第4話（2022年4月、HBO Max・WOWOW） - トーマ刑事 役
- 勝利の法廷式 第3話（2023年4月27日、読売テレビ・日本テレビ系） - 監督 役
- 笑うマトリョーシカ 第1話（2024年6月28日、TBS） - 宇野耕介 役[1]

### 映画
- シン・ゴジラ（2016年）[2]